# Robert al II-lea de Loritello
Robert al II-lea (d. 1134 sau 1137) a fost conte normand de Loritello din 1107 până la moarte.
Robert era fiul și succesorul contelui Robert I de Loritello, care a murit în 1107. El s-a căsătorit cu verișoara sa de mâna a doua Adelaida, una dintre fiicele regelui Roger II al Siciliei cu prima sa soție, Elvira de Castilia. Robert și Adelaida au avut un fiu, pe nume Guillaume, care i-a succedat la conducerea comitatului.
Robert a fost în bune relații cu Biserica. El a participat la conciliul de la Troia din 1115 inițiat de Papa Pascal al II-lea și la cel din 1120 al papei Calixt al II-lea.